# 지연행동

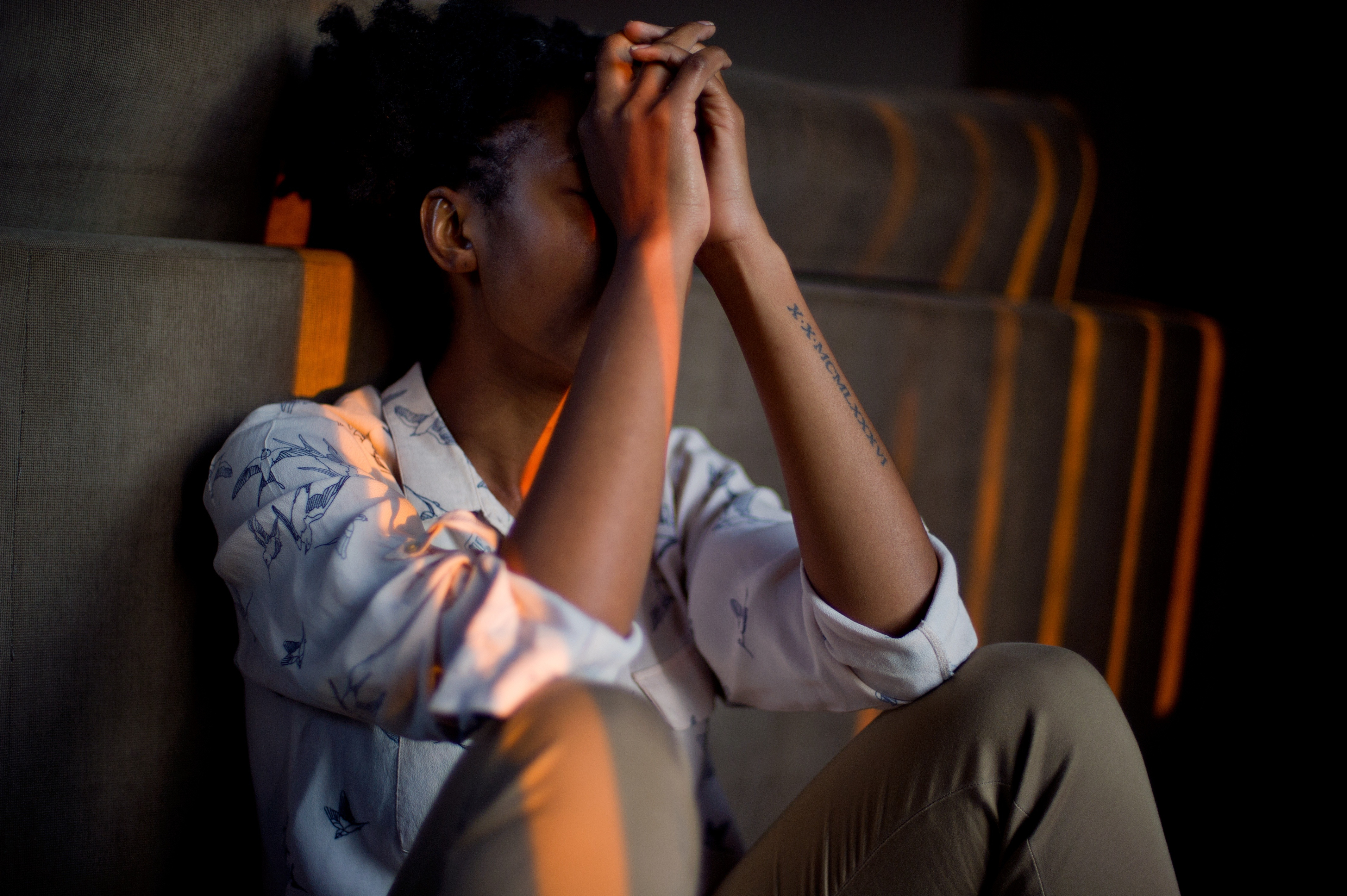
스트레스는 지연행동의 원인이 되곤 한다.

지연행동(遲延行動, procrastination)은 해야할 일을 불필요하게 미루는 것을 말한다. 불필요하고 비자발적으로 지연하는 것일 수도 있지만, 어떤 일에 대해 미루는 것이 부정적인 결과를 가져오게 될 것임을 알고 있음에도 불구하고 그 일을 연기하는 것이기도 하다. 이는 일상적인 집안일부터 약속을 미루거나, 직무 보고서 또는 학업 과제를 제출하거나, 파트너와 스트레스가 많은 문제를 꺼내는 것과 같은 작업을 미루는 것까지 포함하는 흔한 인간 경험이다. 지연행동은 생산성에 방해되는 효과 때문에 부정적인 특성으로 인식되며, 우울증, 낮은 자아존중감, 죄책감, 그리고 부적절함의 감정과 연관된다. 그러나 이는 위험하거나 부정적인 결과를 초래할 수 있는 특정 요구에 대한 현명한 반응으로 간주되거나 새로운 정보가 도착할 때까지 기다려야 하는 상황에서 필요한 행동으로 여겨질 수도 있다.
문화적, 사회적 관점에서 볼 때, 서구 문화권과 비서구 문화권의 학생들 모두 학업 지연행동을 보이지만 그 이유는 다르다. 서구 문화권의 학생들은 이전에 했던 것보다 더 나빠지거나 배워야 할 만큼 충분히 배우지 못하는 것을 피하기 위해 지연행동을 하는 경향이 있는 반면, 비서구 문화권의 학생들은 무능해 보이거나 동료들 앞에서 능력 부족을 드러내는 것을 피하기 위해 지연행동을 하는 경향이 있다. 시간 관리에 대한 문화적 관점의 차이가 지연행동에 영향을 미칠 수 있다. 예를 들어, 다중 활동적 시간관을 가진 문화권에서는 사람들이 작업을 완료하기 전에 정확하게 수행되었는지 확인하는 것을 더 중요하게 여긴다. 선형적 시간관을 가진 문화권에서는 사람들이 특정 작업에 정해진 시간만큼을 할애하고, 할당된 시간이 만료되면 중단하는 경향이 있다.
지연 보상을 통한 비둘기의 행동 패턴 연구는 지연행동이 인간에게만 국한된 것이 아니라 일부 다른 동물에게서도 관찰될 수 있음을 시사한다. 비둘기 사이에서 "지연행동"의 명확한 증거를 발견한 실험들이 있는데, 이는 비둘기가 쉽지만 서두르는 작업보다는 복잡하지만 지연된 작업을 선택하는 경향이 있음을 보여준다.
지연행동은 철학자, 심리학자, 그리고 최근에는 행동경제학자들에 의해 연구되었다.

## 어원
라틴어: procrastinare, 라틴어: pro-, 그리고 라틴어: -crastinus는 라틴어: cras에서 유래했다. 이 단어는 라틴어 procrastinatus에서 유래했으며, 이 단어 자체는 접두사 라틴어: pro-와 라틴어: crastinus에서 발전했다.

## 종류
지연행동의 종류는 다음 다섯 가지가 있다.
- 학업적 지연행동(學業的遲延行動, 영어: academic procrastination) : 과제 또는 공부에 관련된 지연 행동. 필요 이상의 시간을 쓰거나 해야되는 것 이외의 활동을 하는 것도 포함한다.
- 일반적 지연행동(一般的遲延行動, 영어: general procrastination) : 반복적인 일상 과제들에 대한 지연 행동.
- 결정 지연행동(決定遲延行動, 영어: decisional procrastination) : 제 시간에 결정을 내리지 못하는 것.
- 신경증적 지연행동(神經症的遲延行動, 영어: neurotic procrastination) : 인생의 중요한 결정을 미루는 것.
- 강박적 지연행동(強迫的遲延行動, 영어: compulsive procrastination) : 결정 지연, 행동 지연이 동시에 나타나는 것.

## 유병률
1984년 버몬트 대학교에서 발표된 학업 지연행동 연구에서, 피험자의 46%는 논문 작성에 "항상" 또는 "거의 항상" 지연행동을 한다고 보고했으며, 약 30%는 시험 공부 및 주간 과제 독서에 지연행동을 한다고 보고했다(각각 28%와 30%). 피험자의 거의 4분의 1은 동일한 작업에 대해 지연행동이 자신에게 문제라고 보고했다. 그러나 무려 65%는 논문 작성 시 지연행동을 줄이고 싶다고 밝혔고, 약 62%는 시험 공부에 대해, 55%는 주간 과제 독서에 대해 동일하게 밝혔다.
1992년 연구에 따르면 "조사 대상 학생의 52%가 지연행동과 관련하여 중간에서 높은 수준의 도움이 필요하다고 응답했다."
2004년에 실시된 한 연구에서는 대학생의 70%가 자신을 지연행동가로 분류했고, 1984년 연구에서는 학생의 50%가 지속적으로 지연행동을 하며 이를 삶의 주요 문제로 여긴다고 밝혔다.
대학생들을 대상으로 한 연구에서, 지연행동은 학생이 작업 완수에 필요한 기술이 부족하다고 믿는 작업보다는 불쾌하거나 강요로 인식되는 작업에서 더 크게 나타났다.
또 다른 관련 지점은 산업에서의 지연행동이다. 한 연구는 직원들의 지연행동 습관에 영향을 미치는 많은 요인들을 식별하는 데 도움을 주었다. 여기에는 성과 평가의 강도, 회사 내에서의 의무 중요성, 경영진 및 상위 수준 결정에 대한 인식과 의견 등이 포함된다.

## 학업 지연행동의 행동 기준
그레고리 슈로, 테레사 워드킨스, 로리 올라프슨은 2007년에 어떤 행동이 학업 지연행동으로 분류되기 위한 세 가지 기준을 제안했다: 비생산적이고, 불필요하며, 지연적이어야 한다. 스틸은 지연행동을 정의하려는 이전의 모든 시도를 검토한 후, 2007년 연구에서 지연행동은 "지연으로 인해 더 나빠질 것을 예상함에도 불구하고 의도된 행동 과정을 자발적으로 지연시키는 것"이라고 결론 내렸다. 사비니와 실버는 미루기와 비합리성이 지연행동의 두 가지 핵심 특징이라고 주장했다. 그들은 지연 뒤에 합리적인 이유가 있다면 작업 지연이 지연행동으로 간주되지 않는다고 주장한다. 또한, 포고르스키와 베크만이 수행한 연구에서 학습자의 지연행동은 학습자의 웹 탐색 행동에서 안정적인 순차적 패턴으로 특징지어진다.
여러 핵심 동기 이론과 지연행동에 대한 메타 분석 연구를 통합하는 접근법은 시간 동기 이론이다. 이는 지연행동의 주요 예측 변수(기대, 가치, 충동성)를 수학 방정식으로 요약한다.

## 심리학적 관점
쾌락 원칙이 지연행동의 원인일 수 있다. 즉, 스트레스가 많은 작업을 지연시킴으로써 부정적인 감정을 피하는 것을 선호할 수 있다. 2019년 리날디 외 연구진이 수행한 연구에 따르면 측정 가능한 인지 장애가 지연행동에 영향을 미칠 수 있다. 지연행동의 대상이 되는 마감일이 다가올수록 그들은 더 스트레스를 받고, 따라서 이 스트레스를 피하기 위해 더 지연행동을 하기로 결정할 수 있다. 일부 심리학자들은 그러한 행동을 어떤 작업이나 결정을 시작하거나 완료하는 것과 관련된 불안에 대처하기 위한 메커니즘으로 인용한다. 피어스 스틸은 2010년에 불안이 사람들을 일찍 일을 시작하게 하는 만큼 늦게 시작하게도 할 수 있으며, 지연행동에 대한 연구의 초점은 충동성에 두어야 한다고 지적했다. 즉, 불안은 사람들이 충동적일 경우에만 지연하게 만든다.

### 대처 반응
지연행동의 부정적인 대처 반응은 과제 지향적이거나 문제 해결에 초점을 맞추기보다는 회피적이거나 감정적인 경향이 있다. 감정적이고 회피적인 대처는 의도되고 중요한 개인적 목표를 지연시키는 것과 관련된 스트레스(및 인지부조화)를 줄이기 위해 사용된다. 이 선택은 즉각적인 즐거움을 제공하며, 결과적으로 충동적인 지연행동가들에게는 당면한 목표를 발견하는 시점에서 매우 매력적이다. 프로이트적 방어 기제, 대처 방식, 자기불구화와 유사한 여러 감정 지향적 전략들이 있다.
지연행동가들의 대처 반응은 다음과 같다:
- 회피: 작업이 이루어지는 장소나 상황을 피하기.
- 부정과 경시: 지연행동이 실제로는 지연하는 것이 아니라 회피하는 작업보다 더 중요한 작업이거나, 해야 할 필수 작업이 즉시 중요하지 않다고 가장하는 것.
- 주의 분산: 작업에 대한 인식을 방지하기 위해 다른 행동이나 활동에 참여하거나 몰두하는 것.
- 하향 반사실적 사고: 자신의 지연행동으로 인한 결과를 다른 사람의 더 나쁜 상황과 비교하는 것.
- 가치 부여: 다른 일을 했어야 할 동안 자신이 성취한 것에 만족하며 지적하는 것.
- 비난: 자신의 통제 범위를 벗어난 외부 요인으로 인해 지연행동이 발생한다고 합리화하는 것과 같은 망상적인 외부 귀인.
- 조롱: 유머를 사용하여 자신의 지연행동을 정당화하는 것.

과제 중심 또는 문제 해결 조치는 지연행동자의 관점에서 볼 때 부담스럽다. 그러한 조치가 추구된다면, 지연행동자가 계속 지연행동을 할 가능성은 낮아진다. 그러나 그러한 조치를 추구하려면 지연행동의 재발을 방지하고 최소화하기 위해 자신의 행동이나 상황을 적극적으로 변화시켜야 한다.
2006년에는 신경질이 지연행동과 직접적인 관련이 없으며, 모든 관계는 성실성에 의해 완전히 매개된다고 제안되었다. 1982년에는 비합리성이 지연행동의 본질적인 특징이라고 제안되었다. "마지막 순간까지 일을 미루는 것은 그 일을 단지 그 순간에만 해야 할 이유가 있다면 지연행동이 아니다." 스틸 외 연구진은 2001년에 "행동이 연기되어야 하며, 이 연기가 나쁘거나 부적절하거나 비효율적인 계획을 나타내야 한다"고 설명했다.

## 문화적 관점
홀리 맥그리거와 앤드류 엘리엇(2001); 크리스토퍼 월터스(2003)에 따르면, 학부생들의 학업 지연행동은 목표성향의 네 가지 요인 모델 중 하나인 "성과 회피 지향성"과 상관관계가 있었다. 앤드류 엘리엇과 주디스 해러키비츠(1996)는 성과 회피 지향성을 가진 학생들이 동료들과의 비교에 대해 염려하는 경향이 있음을 보여주었다. 이 학생들은 무능하게 보이거나 능력 부족을 드러내지 않기 위해, 또는 동료들 앞에서 작업에 대한 능력 있는 모습을 가장하기 위해 지연행동을 했다.
그레고리 아리프 리엠과 유얀 니에(2008)는 문화적 특성이 성취 지향성에 직접적인 영향을 미치는 것으로 나타났는데, 이는 대부분의 학생들의 문화적 가치 및 신념과 밀접하게 연관되어 있기 때문임을 발견했다. 손야 데커와 로널드 피셔(2008)의 13개 사회를 대상으로 한 메타 분석은 서구 문화권의 학생들이 "숙달 접근 지향성"에 의해 더 동기 부여되는 경향이 있음을 보여주었다. 이는 개인적 성취에 대한 인센티브 가치의 정도가 서구 문화의 가치를 강하게 반영하기 때문이다. 대조적으로, 동양 문화권의 대부분의 학생들은 "성과 회피 지향성"을 갖는 것으로 나타났다. 그들은 종종 자신의 능력에 대한 긍정적인 이미지를 유지하기 위해 노력하며, 이를 동료들 앞에서 보여준다. 또한, 헤이즐 로즈 마커스와 시노부 키타야마 (1991)는 비서구 문화권에서 사람들은 자신의 성취를 통해 두드러지기보다는 다양한 대인 관계의 일부가 되고 자신과 관련된 사람들과 어울리는 데 동기 부여를 받는 경향이 있음을 보여주었다.
수실라 나일스(1998)의 호주 학생과 스리랑카 학생 연구는 이러한 차이를 확인했으며, 호주 학생들은 개인적인 목표를 더 많이 추구하는 반면, 스리랑카 학생들은 보통 더 협력적이고 사회적인 목표를 원한다는 것을 보여주었다. 양궈슈와 안방위(1987, 1988, 1990)의 여러 연구는 대부분의 중국 및 일본 학생들 사이에서 개인적 성취가 개별적인 업적이 아닌 가족 네트워크에 대한 의무와 책임의 이행으로 측정된다는 것을 나타냈다. 양과 위(1987)는 또한 집단주의와 유교가 가족 단위와 공동체 내에서의 협력을 강조하기 때문에 많은 비서구 문화에서 성취에 대한 매우 강력한 동기 부여 요인임을 보여주었다. 이러한 문화적 가치에 따라, 개인은 자신의 성취 지향성 요인을 차별화하는 압력의 정도를 직관적으로 감지한다고 믿어진다.

## 건강 관점
어느 정도 지연행동은 정상적인 것이며, 진정으로 가치 있는 과제에 대한 지연행동 경향이 낮기 때문에 과제 우선순위를 정하는 데 유용한 방법으로 간주될 수 있다. 그러나 과도한 지연행동은 문제가 되어 정상적인 기능에 방해가 될 수 있다. 이 경우 지연행동은 건강 문제, 스트레스, 불안, 죄책감과 위기감, 그리고 개인의 생산성 손실과 책임 또는 약속을 지키지 못하는 것에 대한 사회적 비난을 초래하는 것으로 나타났다. 이러한 감정들은 함께 더 큰 지연행동을 촉진할 수 있으며, 일부 개인에게는 지연행동이 거의 만성화된다. 이러한 지연행동자들은 지연행동 자체뿐만 아니라 사회 낙인과 과제 회피가 게으름, 의지력 부족 또는 낮은 야망으로 인한 것이라는 믿음 때문에 도움을 구하는 데 어려움을 겪을 수 있다. 어떤 경우에는 문제가 되는 지연행동이 기저에 깔린 정신 질환의 징후일 수도 있다.
지연행동의 생리학적 근원에 대한 연구는 전전두피질의 역할과 관련되어 있다. 전전두피질은 충동 조절, 주의, 계획과 같은 집행 기능을 담당하는 뇌 영역이다. 이는 지연행동이 이러한 기능 또는 그 부족과 밀접하게 관련되어 있다는 개념과 일치한다. 전전두피질은 또한 다른 뇌 영역에서 오는 주의 분산 자극을 감소시키는 필터 역할을 한다. 이 영역의 손상 또는 낮은 활성화는 주의 분산을 피하는 능력을 감소시켜 조직력 저하, 주의력 상실, 지연행동 증가를 초래한다. 이는 주의력결핍 과잉행동장애에서 전전두엽이 일반적으로 과소 활성화되는 역할과 유사하다.
2014년 미국에서 수행된 이란성 및 일란성 쌍둥이 쌍의 지연행동과 충동성에 대한 연구에서는 두 특성 모두 "적당히 유전적"이라는 것을 발견했다. 두 특성은 유전적 수준에서 분리될 수 없었으며 (r유전 = 1.0), 이는 어떤 특성 단독의 고유한 유전적 영향도 발견되지 않았음을 의미한다. 저자들은 지연행동이 충동성의 부산물로 발생했다는 진화론적 가설에서 도출된 세 가지 구성 요소를 확인했다: "(a) 지연행동은 유전적이며, (b) 두 특성은 상당한 유전적 변이를 공유하며, (c) 목표 관리 능력은 이 공유 변이의 중요한 구성 요소이다."

## 문화 속에서

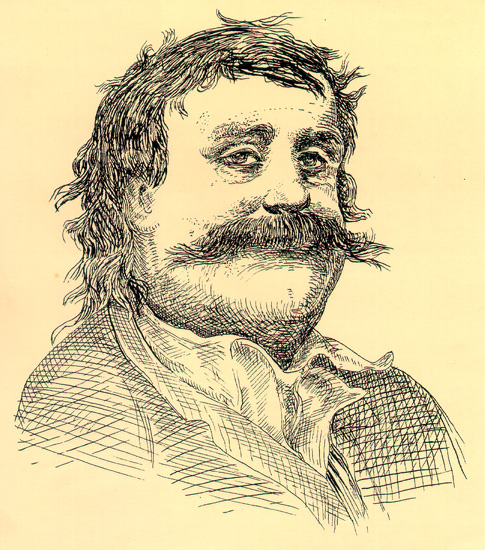
헝가리인 판사 파토 페테르 팔(1795년 6월 7일 – 1855년 4월 28일)의 초상화. 그는 지연행동을 의인화한 인물의 영감을 주었다.

헝가리에서 파토 팔은 지연행동의 의인화로 알려져 있으며, 파이프를 피우는 신사로 묘사된다. 이 인물은 가장 잘 알려진 헝가리 시인 중 한 명인 페퇴피 샨도르의 시에 등장한다. 실제 판사가 이 인물의 영감을 주었다고 알려져 있다. 그는 자주 언급되며 그의 유명한 말인 "Ej, ráérünk arra még!" (오래된 헝가리어로 "오, 우리는 아직 시간이 있어!")는 유행어처럼 사용된다.

## 관련 요소
지연행동은 과제 선호도에서부터 낮은 자아존중감, 불안 및 우울증에 이르는 인지적, 정서적, 행동적 관계의 복잡한 배열과 연관되어 왔다. 한 연구에 따르면, 지연행동을 하는 사람들은 지연행동을 하지 않는 사람들보다 미래 지향적이지 않았다. 이 결과는 현재에 대한 쾌락주의적 관점과 관련이 있을 것으로 가설을 세웠지만, 대신 지연행동이 삶에 대한 숙명론적이고 희망 없는 태도에 의해 더 잘 예측된다는 것이 발견되었다.
지연행동과 저녁형 인간 사이에 상관관계가 관찰되었는데, 취침 및 기상 시간이 늦은 개인이 지연행동을 할 가능성이 더 높았다. 스마트폰 중독은 수면을 방해하는 중요한 요인이며, 사람들의 기능 이상을 초래하는 강박적 행동 패턴으로 특징지어진다. 스마트폰 사용이 중단되면 금단 현상이 발생하여 수면에 심각한 영향을 미칠 수 있다. 아침형 인간은 평생에 걸쳐 증가하며 지연행동은 나이가 들면서 감소하는 것으로 나타났다.

### 완벽주의
전통적으로 지연행동은 완벽주의와 연관되어 왔다. 즉, 결과와 자신의 성과를 부정적으로 평가하는 경향, 타인의 능력 평가에 대한 강한 두려움과 회피, 높아진 사회적 자기 의식과 불안, 반복적인 우울한 기분, 그리고 "워커홀릭" 등이다. 그러나 적응적 완벽주의자, 즉 자아 동조적 완벽주의는 비완벽주의자보다 지연행동을 덜 하는 경향이 있었지만, 자신의 완벽주의를 문제로 여기는 부적응적 완벽주의자, 즉 자아 비동조적 완벽주의는 높은 수준의 지연행동과 불안을 보였다. 2007년 회귀 분석 연구에서는 경미하거나 중간 정도의 완벽주의자들은 일반적으로 다른 사람들보다 지연행동을 약간 덜 하는 것으로 나타났으며, "임상 상담을 받는 완벽주의자는 예외"였다.
완벽주의는 지연행동의 흔한 원인인데, 왜냐하면 달성할 수 없는 목표(완벽)를 추구하면 보통 실패로 이어지기 때문이다. 비현실적인 기대는 자아존중감을 파괴하고 자기 부정, 자기 경멸, 그리고 광범위한 불행으로 이어진다. 지연행동을 극복하기 위해서는 비난 없이 실패의 힘을 인정하고 받아들이며, 잘못과 결점에 집중하는 것을 멈추고 달성하기 쉬운 목표를 설정하는 것이 중요하다.

### 학업
교육 과학 교수 하티스 오다치에 따르면, 학업 지연행동은 대학 시절 동안 중요한 문제인데, 부분적으로 많은 대학생들이 인터넷 사용에 효율적인 시간 관리 기술이 부족하기 때문이다. 또한 오다치는 대부분의 대학이 학생들에게 익숙하지 않은 무료 및 빠른 24시간 인터넷 서비스를 제공하며, 무책임한 사용이나 방화벽 부족으로 인해 이 학생들이 주의 산만에 빠져 지연행동을 하게 된다고 지적한다. 심리학자 윌리엄 J. 노스는 대학생의 90% 이상이 지연행동을 한다고 추정했다. 이 학생들 중 25%는 만성적인 지연행동가이며, 일반적으로 고등 교육을 포기한다.
학생 증후군은 학생이 마감 직전에야 과제에 완전히 몰입하기 시작하는 현상이다. 이는 개별 과제 기간 예상에 포함된 모든 버퍼의 유용성을 무력화한다. 2002년 연구 결과에 따르면 많은 학생들이 지연행동을 인식하고 있으며, 이에 따라 과제 마감일보다 훨씬 이전에 구속력 있는 마감일을 설정한다. 이러한 자발적으로 부과된 구속력 있는 마감일은 구속력 있는 마감일이 없는 경우보다 더 나은 성과와 관련이 있지만, 고르게 분산된 외부 구속력 있는 마감일이 있을 때 가장 좋은 성과를 보인다. 마지막으로, 학생들은 자발적으로 부과된 마감일을 최적으로 설정하는 데 어려움을 겪으며, 결과는 결과가 제출될 날짜 이전에 간격이 부족하다는 것을 시사한다. 한 실험에서, 온라인 연습 참여율은 마감 전 마지막 주에 연습이 가능했던 첫 3주 전체 참여율의 5배나 높았다. 지연행동자들은 마감 전 마지막 주에 대부분의 작업을 수행하는 사람들로 나타났다. 또한, 학생들은 "우선 학위를 마치고 대학 졸업 후에 취업과 진로에 대해 걱정하겠다"와 같은 중요한 결정을 미룰 수 있다.
학생들이 지연행동을 하는 다른 이유로는 실패와 성공에 대한 두려움, 완벽주의적 기대, 그리고 직업과 같이 학업보다 우선순위가 높은 합법적인 활동 등이 언급된다.
지연행동을 하는 사람들은 지연행동을 하지 않는 사람들보다 낮은 성적을 받는 것으로 나타났다. Tice et al. (1997)은 최종 시험 점수 변동의 3분의 1 이상이 지연행동 때문이라고 보고했다. 지연행동과 학업 성과 사이의 부정적인 연관성은 반복적이고 일관적이다. 연구에 참여한 학생들은 학업 성적이 좋지 않았을 뿐만 아니라 높은 수준의 스트레스와 좋지 않은 건강 상태를 보고했다. Howell et al. (2006)은 두 가지 널리 사용되는 지연행동 척도 점수가 과제에 대한 성적과 유의미하게 연관되지 않았지만, 평가 자체에서 자기 보고된 지연행동 측정치는 성적과 부정적인 연관성을 보였다는 것을 발견했다.
2005년 안젤라 추와 진남 최가 사회심리학 저널에 발표한 연구는 1977년 엘리스와 크나우스의 연구에서 지연행동을 자기 조절된 성과의 부재로 정의하며, 지연행동가들의 과제 수행을 이해하는 것을 목표로 했다. 그들의 연구에서 두 가지 유형의 지연행동을 식별했는데, 전통적인 지연행동을 수동적 지연행동으로, 목표 지향적 활동을 압력 하에서만 즐기는 능동적 지연행동으로 명명했다. 이 연구는 이 능동적 지연행동을 긍정적 지연행동이라고 부르는데, 이는 자기불구화 환경에서 기능하는 상태이기 때문이다. 또한 능동적 지연행동가들이 수동적 지연행동가들보다 시간 인식이 더 현실적이며 시간에 대한 통제력을 더 많이 인식한다는 것이 관찰되었는데, 이는 두 유형의 주요 차이점으로 간주된다. 이러한 관찰로 인해 능동적 지연행동가들은 시간 사용에 대한 더 나은 목적 의식을 가지고 있으며 효율적인 시간 구조화 행동을 지니고 있어 비지연행동가들과 훨씬 더 유사하다. 그러나 놀랍게도 능동적 지연행동가와 수동적 지연행동가들은 비슷한 수준의 학업 성과를 보였다. 연구 대상은 대학생이었고, 표본의 대부분은 여성이었으며 아시아계였다. 만성적인 병리학적 지연행동 특성과의 비교는 피했다.
관찰된 지연행동과 자기 보고된 지연행동을 비교하면 다른 결과가 나타난다. 스틸 외 연구진은 실버와 사비니의 "비합리성" 및 "연기" 기준에 따라 자체 척도를 구성했다. 그들은 또한 이 행동을 객관적으로 측정하려고 했다. 수업 중 학생들은 자신의 속도에 맞춰 시험 연습 컴퓨터 연습 문제를 완료할 수 있었고, 감독 하에 수업 시간 동안에는 챕터 퀴즈를 완료할 수 있었다. 각 챕터 퀴즈가 완료된 시간의 가중 평균은 관찰된 지연행동의 척도를 구성했으며, 관찰된 비합리성은 완료되지 않은 연습 문제의 수로 정량화되었다. 연구원들은 관찰된 지연행동과 자기 보고된 지연행동 사이에 중간 정도의 상관관계(r = 0.35)만 있음을 발견했다. 완료된 연습 문제의 수와 연기 측정치 사이에는 매우 강한 역관계(r = -0.78)가 있었다. 관찰된 지연행동은 코스 성적과 매우 강한 음의 상관관계를 보였으며(r = -0.87), 자기 보고된 지연행동도 마찬가지였다(비록 덜하긴 하지만, r = -0.36). 따라서 문헌의 대부분이 기반을 둔 자기 보고된 지연행동 측정치는 모든 경우에 가장 적절한 측정치가 아닐 수 있다. 또한 지연행동 자체가 성적 저하에 크게 기여하지 않을 수 있다는 것도 발견되었다. 스틸 외 연구진은 모든 연습 문제를 완료한 학생들이 "얼마나 지연했는지에 관계없이 최종 시험에서 좋은 성과를 보이는 경향이 있었다"고 언급했다.
지연행동은 일반 대중보다 학생들 사이에서 훨씬 더 널리 퍼져 있으며, 70% 이상의 학생들이 어떤 시점에서 과제에 대한 지연행동을 보고한다. 2014년 독일에서 수천 명의 대학생을 대상으로 한 패널 연구에 따르면, 학업 지연행동이 증가할수록 7가지 다른 형태의 학업 부정행위, 즉 사기성 변명 사용, 표절, 시험에서 다른 사람의 것 베끼기, 시험에서 금지된 수단 사용, 시험에 금지된 수단 반입, 숙제 일부를 다른 사람의 것 베끼기, 데이터 조작 또는 위조, 그리고 다양한 학업 부정행위의 빈도가 증가하는 것으로 나타났다. 이 연구는 학업 부정행위가 성과 저하와 같은 학업 지연행동의 부정적인 결과를 대처하는 수단으로 간주될 수 있다고 주장한다.

## 이론적 틀
지연행동은 자기 조절의 오류로 규정되어 왔다. 쿨은 의식적 조절과 무의식적 조절을 구별했다. 지연행동은 과제가 의도적으로 지연되고 개인이 지연의 이점이 장기적인 이점을 초과한다는 것을 긍정적으로 인정하는 전략적 지연과 종종 구별된다.(p. 6)
사람마다 차이가 있으나, 지연행동자는 대체로 다음과 같은 사고과정을 반복적으로 거친다.
1. 초기에는 희망적
2. 초기에 미룸으로써 약간의 희망이 있지만 계획대로 하지 않음에 따른 불안감, 시작에 대한 압박감 발생
3. 여전히 시작을 못하는 경우 후회감, 미래에 대한 걱정·불안 생김
4. '아직 시간이 있다'고 희망을 놓지 않음. 그러나 죄책감, 수치심이 있음
5. 자신에게 자기통제력, 용기, 행운 등이 부족하다는 생각을 갖게 됨
6. 과제를 할 것인지 포기할 것인지 고민·선택
7. 과제를 실행하든 포기하든, 다음번 과제는 미리미리 잘 할 것이라고 생각

## 관리
지연행동에 대한 심리적 개입에는 자기 조절 접근법, 인지 행동 치료, 일관성 치료, 수용 전념 치료 및 수용 치료가 포함된다.(p. 15) 평균적으로 인지 행동 치료 접근법이 가장 큰 효과를 보이며, 지연행동의 상당한 감소가 가능함을 입증한다.(p. 27) 인지 행동 치료는 활동을 둘러싼 생각을 식별하고, 일부를 기능 장애로 분류하고, 이를 수정한 다음, 수정된 생각을 행동과 연관시키려고 한다.(p. 16)
자기 조절의 한 형태는 시간 관리인데, 이는 보통 지연행동과 관련된 감정적인 문제를 다루지 않으므로 개입은 종종 다른 접근법과 결합된다. 일관성 치료는 지연행동의 기저에 깔린 정서적 진실을 이해하려고 시도하며, 수용 치료는 감정적 반응을 예상되고 일시적인 것으로 보는데 초점을 맞춘다. 강점 기반 접근법은 개인이 자신의 강점을 인식하게 함으로써 자기효능감(개인의 능력에 대한 지식 및 그 적용)을 함양하는 것을 목표로 한다.(p. 17)
지연행동을 줄이는 행동 및 습관:
- 지연행동으로 이어지는 습관과 생각에 대한 인식.
- 두려움, 불안, 집중력 저하, 시간 관리 미숙, 우유부단함, 완벽주의와 같은 자기 패배적인 문제에 대한 도움 구하기.[57]
- 개인의 목표, 강점, 약점, 우선순위에 대한 공정한 평가.
- 현실적인 목표 설정과 과제와 구체적이고 의미 있는 목표 사이의 개인적인 긍정적 연결.[58]
- 일상 활동의 구조화 및 조직화.[58]
- 새로 얻은 관점에 맞게 환경 수정: 소음이나 방해 요소 제거 또는 최소화; 관련 문제에 노력 투자; 몽상 중단.[58]
- 우선순위 설정에 대한 자기 훈련.[58]
- 즐거운 활동, 사교 및 건설적인 취미를 통한 동기 부여.
- 전체 문제를 한 번에 해결하려 시도하여 위협받는 위험을 감수하는 대신, 작은 시간 단위로 문제를 접근하기.[57]
- 재발 방지를 위해 필요에 따라 미리 설정된 목표를 강화하고, 완료된 작업에 대해 균형 잡힌 방식으로 자신에게 보상 허용.

엄격한 일정 형식으로 작업을 완료하기 위한 계획을 세우는 것이 모든 사람에게 효과적이지 않을 수 있다. 비생산적임이 판명되면 그러한 과정을 따를 엄격한 규칙은 없다. 스케줄링 대신, 필수 활동만을 위한 시간 슬롯이 있는 유연하고 비정형적인 스케줄로 작업을 실행하는 것이 더 나을 수 있다.
피어스 스틸은 더 나은 시간 관리가 지연행동 극복의 핵심이며, 여기에는 자신의 "황금 시간"(아침형 인간 또는 올빼미형 인간)을 인식하고 활용하는 것이 포함된다고 제안한다. 가장 도전적이고 생산적인 작업에 가장 적합한 내면의 활동일 주기를 창의적으로 활용하는 것이 좋은 접근 방식이다. 스틸은 현실적인 목표를 설정하고, 한 번에 하나의 문제를 해결하며, "작은 성공"을 소중히 여기는 것이 필수적이라고 말한다. 브라이언 오리어리는 "일과 삶의 균형을 찾는 것이 실제로 생산성을 높이는 방법을 찾는 데 도움이 될 수 있다"고 주장하며, 여가 활동을 동기 부여로 삼는 것이 과제 처리 효율성을 높일 수 있다고 제안한다. 지연행동은 평생 지속되는 특성이 아니다. 걱정하는 경향이 있는 사람들은 놓아주는 법을 배울 수 있고, 지연행동을 하는 사람들은 집중하고 충동을 피하는 데 도움이 되는 다른 방법과 전략을 찾을 수 있다.
자신의 지연행동 습관을 숙고한 후, 철학자 존 페리는 "구조화된 지연행동"이라는 제목의 에세이를 저술했다. 이 에세이에서 그는 지연행동을 해결하는 더 안전한 접근 방식으로 "속임수" 방법을 제안한다: 즉, 반우선 순위로 완료해야 하는 불쾌한 작업을 강화하기 위해 피라미드 사기를 사용하는 것이다.

## 다른 질환과의 연관성
일부 사람들에게 지연행동은 지속적이고 일상생활에 엄청난 지장을 줄 수 있다. 이러한 개인에게 지연행동은 정신과적 장애를 드러낼 수 있다. 지연행동은 우울증, 비합리적 행동, 낮은 자아존중감, 불안 및 주의력결핍 과잉행동장애 또는 강박장애와 같은 신경학적 장애와 연관되어 왔다. 다른 연구에서는 죄책감 및 스트레스와의 관계를 발견했다. 따라서 지연행동이 만성화되어 심각하다고 느껴지는 사람들은 기저에 깔린 정신 건강 문제가 있는지 조사하기 위해 훈련받은 치료사나 정신과 의사를 찾는 것이 중요하다.
마감일이 멀 때는 지연행동을 하는 사람들이 지연행동을 하지 않는 사람들보다 현저히 적은 스트레스와 신체적 질병을 보고한다. 그러나 마감일이 다가올수록 이 관계는 역전된다. 지연행동을 하는 사람들은 더 많은 스트레스, 더 많은 신체적 질병 증상, 그리고 더 많은 의료 방문을 보고한다. 전체적으로 지연행동을 하는 사람들은 더 많은 스트레스와 건강 문제를 경험하여 삶의 질과 전반적인 행복이 크게 감소할 수 있다. 지연행동은 또한 완벽주의와 신경질을 증가시키고, 성실성과 낙관주의를 감소시킬 수 있다.
지연행동은 불면증으로도 이어질 수 있다. 알리사 허스틱은 《멘즈 헬스》에서 "지연행동을 하는 사람들, 즉 설문조사에서 중간값 이상을 기록한 사람들은 불면증 증상, 예를 들어 심한 수면 개시 장애를 겪을 확률이 그렇지 않은 사람들보다 1.5배에서 3배 더 높았다"고 말했다. 불면증은 심각하고 부정적인 영향으로 더 많은 문제를 추가할 수 있다.

## 같이 보기

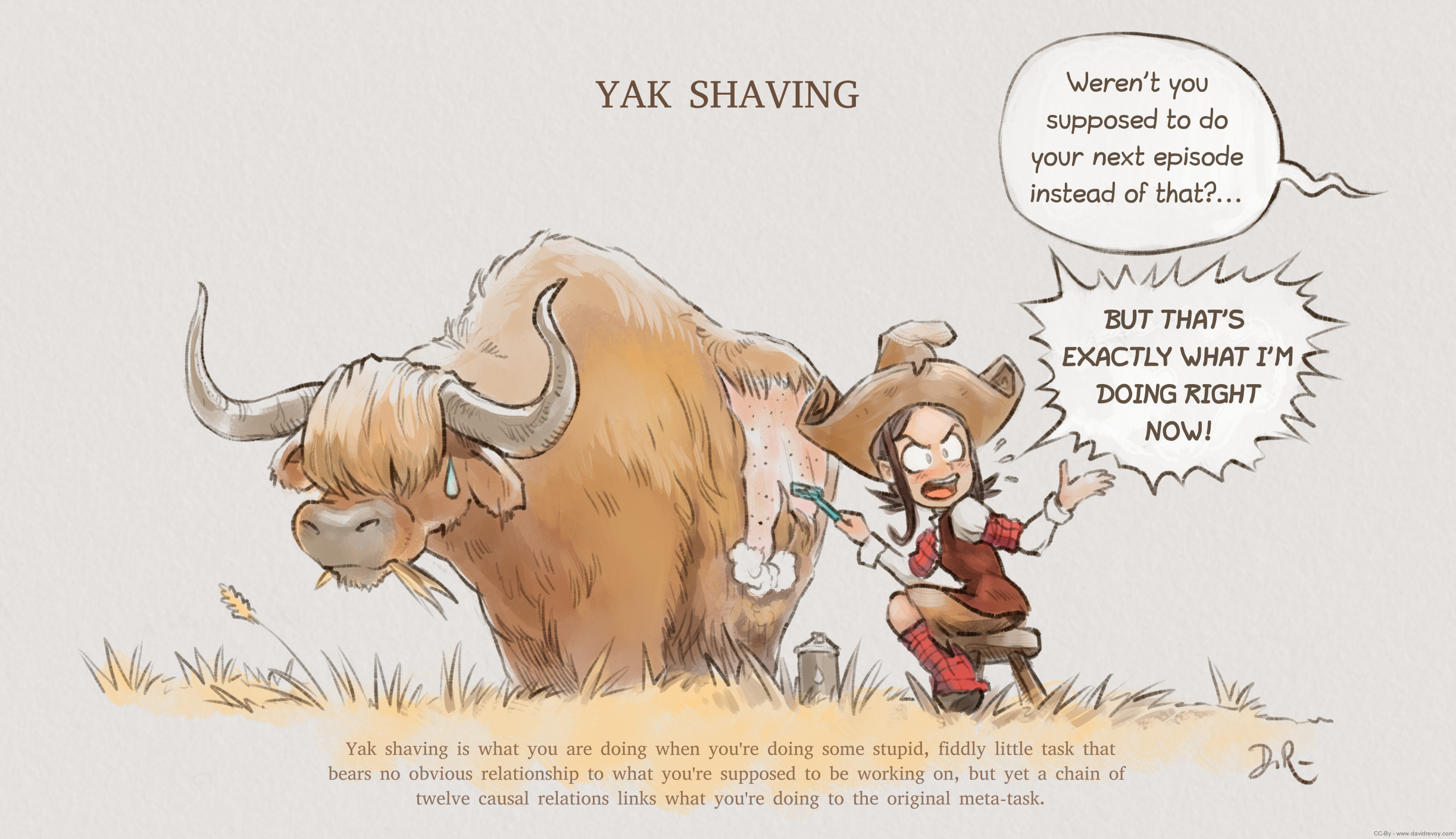
비유적 표현 야크 면도의 삽화. 등장인물 페퍼가 문자 그대로 야크를 면도하는 모습이 그려져 있다.

- 아크라시아
- 낮은 욕구좌절 내성
- 회피적 대처
- 회피성 인격장애
- 취침 시간 지연행동
- 의사 결정
- 주의 분산
- 분산 학습
- 더닝-크루거 효과
- 자기동조적 및 자기비동조적 자아
- 감정 자기 조절
- 공감 간격
- 쌍곡선 할인
- 하찮은 일의 법칙
- 시간 지각
- 특성이론
- 일중독증
- 작가의 폐색
- 미완성 효과

## 더 읽어보기

### 지연행동
- 죄송합니다. 늦었습니다... 정말 일찍 게시하려 했습니다: 지연행동 연구에서 놀라운 발견; 그레고리 해리스; ScienceDaily.com; 2007년 1월 10일 (그들의 출처)
- 왜 우리는 지연행동을 하고 어떻게 멈추는가; ScienceDaily.com; 2009년 1월 12일
- 페리, 존 (2012). The Art of Procrastination: A Guide to Effective Dawdling, Lollygagging and Postponing. 뉴욕: Workman. ISBN 978-0761171676
- Santella, Andrew (2018). 《Soon: An Overdue History of Procrastination, from Leonardo and Darwin to You and Me》. Dey Street Books. ISBN 978-0062491596.

### 충동 조절
- 돌다리도 두드려보고 건너라: 새로운 연구, 자기 통제력 조사; ScienceDaily.com; 2008년 6월 2일

### 동기
- Steel, Piers; König, Cornelius J (2006). 《Integrating Theories of Motivation》 (PDF). 《Academy of Management Review》 31. 889–913쪽. CiteSeerX 10.1.1.196.3227. doi:10.5465/amr.2006.22527462. 2012년 4월 17일에 원본 문서 (PDF)에서 보존된 문서.